# Lambros-Werkstatt
Als Lambros-Werkstatt wird eine attisch-spätgeometrische Keramikwerkstatt bezeichnet, die in das letzte Drittel des 8. Jahrhunderts v. Chr. datiert wird.
Die Lambros-Werkstatt ist die späteste Werkstatt der spätgeometrischen SG-I-Periode. Hier zeigen sich erste Auflösungserscheinungen des geometrischen Stils. So sind die aufgemalten Ornamente nicht mehr in der Weise wie früher auf die Vasenform abgestimmt, zudem wird der Punkt des größten Umfanges der Gefäße nicht mehr vom Hauptornament betont. Neu sind zur Zierde eingesetzte Tangentenkleckse.